# Propanoplosaurus marylandicus
Propanoplosaurus marylandicus es la única especie conocida del género extinto Propanoplosaurus de dinosaurio tireóforo nodosáurido que vivió a mediados del período Cretácico, durante el Aptiense, hace aproximadamente 112 millones de años, en Norteamérica. Fue hallado en la formación Patuxent de Maryland, Estados Unidos. Su holotipo es un molde natural y otro molde parcial de una cría. 
Desde 1994 en adelante Ray Stanford descubrió una icnofauna en Maryland cerca de la frontera con Washington D. C.. Junto a las huellas de dinosaurios se hallaron las impresiones de un nodosáurido neonato.
La especie tipo Propanoplosaurus marylandicus fue nombrada y descrita por Stanford, David Weishampel y Valerie DeLeon en 2011. El nombre genérico combina el prefijo latino pro~ con el nombre del género de dinosaurio Panoplosaurus debido a que la nueva especie vivió mucho antes que ese nodosáurido ya descrito, al que se parecía bastante. El nombre de la especie se refiere a Maryland.
El holotipo, USNM 540686, fue hallado en la formación Patuxent, datando de finales del Aptiense. Consiste de las impresiones de la espalda y la cabeza junto con un molde natural de la caja torácica, algunas vértebras, la pata delantera, el fémur derecho y un pie derecho. El animal se muestra yaciendo sobre su espalda. Los autores rechazaron la posibilidad de que espécimen representara un pseudofósil o un embrión. El espécimen es el primer esqueleto de nodosáurido conocido de la costa este de los Estados Unidos de la cual antes sólo se conocía anteriormente un diente de nodosáurido denominado como Priconodon, y es el primer dinosaurio neonato encontrado en la región.
El ejemplar tiene una longitud preservada de trece centímetros. La longitud total del individuo fue estimada entre veinticuatro a veintiocho centímetros. Sólo el cráneo muestra osteodermos y los autores sugirieron que este era una fase de desarrollo común entre los nodosáuridos, junto con una larga sección media del hocico la cual se caracateriza por un patrón transversal único de las placas óseas, probablemente formado por los osteodermos triangulares del hueso maxilar. Propanoplosaurus fue asignado por sus descriptores a la familia Nodosauridae.